# بزرگراه یادگار امام (کرج)
بزرگراه یادگار امام (نام پیشین: بلوار کمربندی غربی) اصلی‌ترین شریان شمالی - جنوبی در کرج است. این بزرگراه اولین بزرگراه درون‌شهری کرج است.
این بزرگراه که طولی معادل ۷ کیلومتر دارد از خیابان شهید بهشتی و پل سه‌راه گوهردشت آغاز و به خیابان ۲۰۴ شرقی در مهرشهر کرج ختم می‌شود. حدود ۱ کیلومتر از این بزرگراه تشکیل شده از زیر گذر و تونل است.
این بزرگراه از محله‌های سه‌راه گوهردشت، کوی کارمندان جنوبی، مهرویلا و مهرشهر عبور می‌کند.
همچنین این بزرگراه با خیابان‌های دیگری چون بلوار سرداران شهید، (در روگذر با خیابان خیام، بلوار شهدای دانش آموز و خیابان درختی) (در زیرگذر با آزادراه تهران-قزوین) تقاطع دارد و در انتها به خیابان ۲۰۴ شرقی در مهرشهر می‌پیوندد.
یکی از بزرگترین پروژه‌های شهری کرج، متشکل از زیرگذر و تونل (زیرگذر آیت‌الله هاشمی رفسنجانی) در قسمتی از این بزرگراه قرار دارد و آن را به آزادراه تهران-کرج-قزوین وصل می‌کند. همچنین این زیرگذر به صورتی طراحی شده‌است که دسترسی‌های روگذر را مختل نکرده‌است.

## ورودی‌ها و تقاطع‌ها

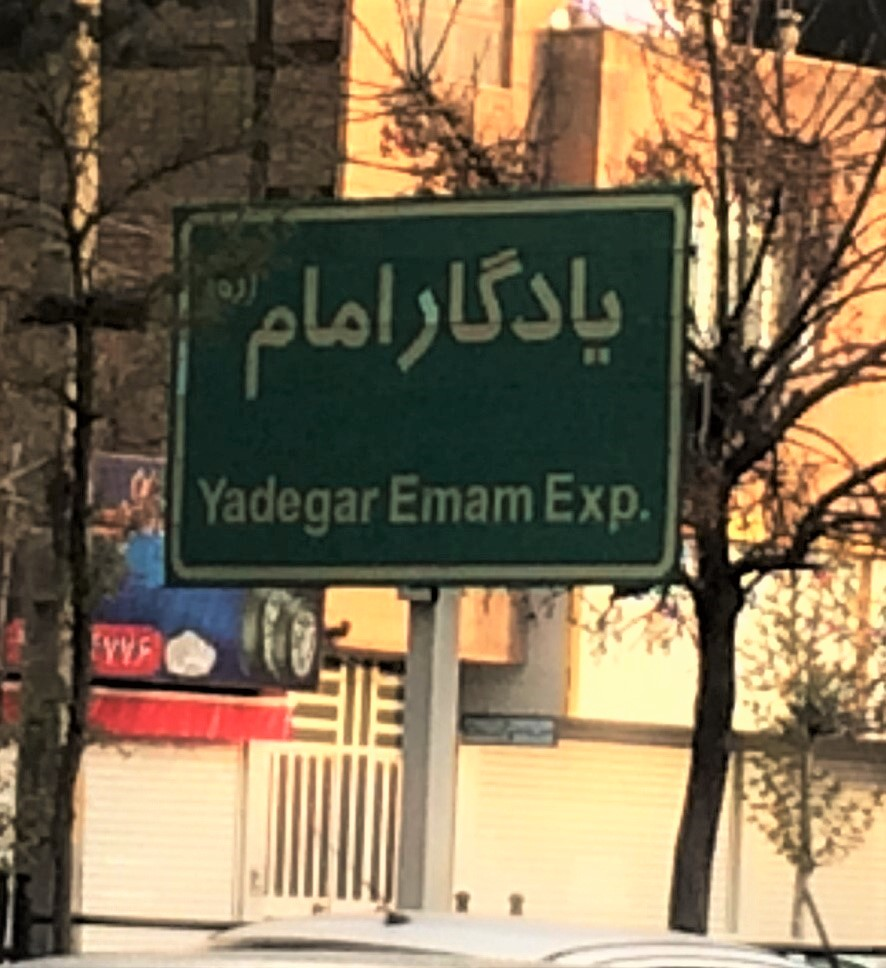
تابلوی بزرگراه

| از شمال به جنوب                                  | از شمال به جنوب     | از شمال به جنوب |
| ------------------------------------------------ | ------------------- | --------------- |
| بلوار شهید بهشتی پل ۱۲ فروردین (سه‌راه رجایی شهر) |                     |                 |
| بلوار سرداران شهید پل شهدای پلیس                 |                     |                 |
| زیرگذر آیت‌الله رفسنجانی                          |                     |                 |
| آزدراه تهران-قزوین                               |                     |                 |
| خط راه‌آهن تهران-تبریز                            |                     |                 |
| بلوار دشتبان زاده (دانش)                         | File:AB-AS-grün.svg |                 |
| خیابان ۲۰۴ شرقی مهرشهر                           |                     |                 |
| در دست ساخت                                      |                     |                 |
| از جنوب به شمال                                  |                     |                 |